# Stadio Cartagonova
Lo stadio Cartagonova (in spagnolo Estadio Cartagonova) è uno stadio di calcio situato nella città di Cartagena, nell'area adiacente alla Rambla de Benipila. Di proprietà comunale fu aperto nel 1988 per sostituire il vecchio stadio El Almarjal, ed è lo stadio dove si svolgono i match del FC Cartagena.

## Storia
La costruzione del campo di calcio, fu assegnato al gruppo di progettazione CMMP Arquitectos (Cardona, Martino e Plaza Molina), di Murcia. Questi avevano dato i basamenti per la progettazione e realizzazione del Mini Estadi del Futbol Club Barcelona Atlètic nel 1982, progettato dall'architetto catalano Josep Casals Ramón. Completato in pochi mesi, il 7 febbraio di 1988 si disputò il primo match nel nuovo stadio tra Cartagena CF e Burgos CF che si concluse a reti inviolate, dal 1995 ospita le partite interne del FC Cartagena, nel 1998 la squadra ottenne in casa la sua vittoria più larga per 8-0 contro il CD Tortona. Il nome dello stadio, Cartagonova, deriva dal nome Carthago Nova della città di Cartagena durante il periodo romano.

## Caratteristiche
Lo stadio è molto simile al Mini Estadi, considerato un esempio di modernità e comodità e ha una capienza di quasi 15.000 spettatori, tutti posti a sedere. Nei primi anni la capacità era di oltre 20.000, ma questo numero è stato ridotto nel mese di gennaio 2000, quando i sedili sono stati collocati lungo l'anello superiore.

## Eventi Sportivi
Nel corso della sua storia, le varie nazionali di calcio iberiche hanno giocato nel Cartagonova i seguenti match internazionali:
- 1989:  Spagna U-18 -  Grecia U-18
- 1997:  Spagna U-21 -  Malta U-21
- 2000:  Spagna -  Polonia
- 2002:  Corea del Sud -  Finlandia
- 2009:  Spagna U-21 -  Norvegia U-21